# Feel So Close
Singles de Calvin Harris
Bounce
(2011) We Found Love
(2011)
Pistes de 18 Months
Bounce We Found Love
Feel So Close est un single du DJ, producteur écossais Calvin Harris sorti en 2011, il s'agit, après Bounce, du deuxième single de l'album 18 Months.

## Formats et liste des pistes
- 12" Picture Disc

1. Feel So Close (Extended Mix) – 5:33
2. Feel So Close (Benny Benassi Remix) – 5:22
3. Feel So Close (Nero Remix) – 4:47
4. Feel So Close (Dillon Francis Remix) – 5:14

- Téléchargement digital[1]

1. Feel So Close (radio edit) – 3:28
2. Feel So Close (extended mix) – 5:33
3. Feel So Close (Nero Remix) – 4:47
4. Feel So Close (Benny Benassi Remix) – 5:22
5. Feel So Close (Dillon Francis Remix) – 5:14
6. Feel So Close (Nero Dub) – 4:45
7. Feel So Close (Instrumental) – 3:29
8. Feel So Close (Special Features Remix) - 6:38

## Classements et certifications
| Classement (2011-2012)                 | Meilleure position |
| -------------------------------------- | ------------------ |
| Australie (ARIA)                       | 7                  |
| Belgique (Flandre Ultratop 50 Singles) | 25                 |
| Belgique (Wallonie Ultratip 50)        | 3                  |
| Brésil (Billboard Hot Pop)             | 15                 |
| Canada (Hot 100)                       | 9                  |
| Pays-Bas (Nederlandse Top 40)          | 15                 |
| Écosse (OCC)                           | 1                  |
| Espagne (PROMUSICAE)                   | 11                 |
| États-Unis (Hot 100)                   | 12                 |
| États-Unis (Pop Airplay)               | 8                  |
| États-Unis (Dance Club Songs)          | 33                 |
| États-Unis (Adult Pop Songs)           | 28                 |
| France (SNEP)                          | 11                 |
| Hongrie (Rádiós Top 40)                | 12                 |
| Irlande (IRMA)                         | 2                  |
| Nouvelle-Zélande (RMNZ)                | 5                  |
| Roumanie (Romanian Top 100)            | 31                 |
| Tchéquie (IFPI Rádio)                  | 77                 |
| Royaume-Uni (UK Singles Chart)         | 2                  |
| Royaume-Uni (UK Dance Chart)           | 1                  |
| Slovaquie (IFPI Rádio)                 | 91                 |

| Pays                     | Certification |
| ------------------------ | ------------- |
| Australie (ARIA)         | 4 × Platine   |
| Canada (Music Canada)    | 3 × Platine   |
| Danemark (IFPI)          | Or            |
| Italie (FIMI)            | Or            |
| Norvège (IFPI)           | Or            |
| Nouvelle-Zélande (RIANZ) | Platine       |
| Suisse (IFPI)            | Or            |
| États-Unis (RIAA)        | 2 × Platine   |

| Classement (2011)    | Position |
| -------------------- | -------- |
| Australie            | 43       |
| Nouvelle-Zélande     | 41       |
| Royaume-Uni          | 46       |
| Classement (2012)    | Position |
| États-Unis (Hot 100) | 42       |

## Historique de sortie
| Pays        | Date         | Format                 | Label                    |
| ----------- | ------------ | ---------------------- | ------------------------ |
| Irlande     | 19 août 2011 | Téléchargement digital | Sony Music Entertainment |
| Royaume-Uni | 21 août 2011 | Téléchargement digital | Sony Music Entertainment |